# Список предстоятелів Православної церкви Сербії

## Архієпископи Печські (1219 – 1346)
| Титул       | Ім'я                    | Ім'я при народженні | Роки перебування на посаді |
| Архієпископ | Святий Сава І           |                     | 1219 - 1233                |
| Архієпископ | Святий Арсеній І Сремац |                     | 1233 - 1263                |
| Архієпископ | Святий Сава ІІ          | Предислав Неманич   | 1263 - 1271                |
| Архієпископ | Данило І                |                     | 1271 - 1272                |
| Архієпископ | Іоанникій І             |                     | 1272 - 1276                |
| Архієпископ | Святий Євстафій І       |                     | 1279 - 1286                |
| Архієпископ | Святий Яків             |                     | 1286 - 1292                |
| Архієпископ | Святий Євстафій ІІ      |                     | 1292 - 1309                |
| Архієпископ | Святий Сава ІІІ         |                     | 1309 - 1316                |
| Архієпископ | Святий Никодим І        |                     | 1317 - 1324                |
| Архієпископ | Святий Данило ІІ        |                     | 1324 - 1337                |
| Архієпископ | Святий Іоанникій ІІ     |                     | 1338 - 1346                |

## Сербські патріархи (Перший Печський Патріархат) (1346 – 1463)
| №  | Титул    | Ім'я                | Ім'я при народженні | Роки перебування на посаді |
| 1  | Патріарх | Святий Іоанникій ІІ |                     | 1346 - 1354                |
| 2  | Патріарх | Сава IV             |                     | 1354 - 1375                |
| 3  | Патріарх | Святий Єфрем        |                     | 1375 - 1379, 1389 - 1392   |
| 4  | Патріарх | Святий Спиридон     |                     | 1379 - 1389                |
| 5  | Патріарх | Данило ІІІ          |                     | 1392 - 1396                |
| 6  | Патріарх | Сава V              |                     | 1396 - 1406                |
| 7  | Патріарх | Данило IV           |                     | 1406                       |
| 8  | Патріарх | Святий Кирило І     |                     | 1407 - 1419                |
| 9  | Патріарх | Святий Никон        |                     | 1420 - 1435                |
| 10 | Патріарх | Феофан              |                     | 1446                       |
| 11 | Патріарх | Никодим ІІ          |                     | 1446 - 1453                |
| 12 | Патріарх | Арсеній ІІ          |                     | 1453 - 1463                |

В 1459 році після падіння Сербської держави і анексії її земель Османською імперією Патріархат був ліквідований.

## Сербські патріархи (Другий Печський Патріархат) (1557 – 1766)
| №  | Титул    | Ім'я             | Ім'я при народженні         | Роки перебування на посаді |
| 13 | Патріарх | Макарій          | Макарій Соколович           | 1557 - 1571                |
| 14 | Патріарх | Антоній          | Антоній Соколович           | 1571 - 1575                |
| 15 | Патріарх | Герасим          | Герасим Соколович           | 1575 - 1586                |
| 16 | Патріарх | Герасим          | Герасим Соколович           | 1587                       |
| 17 | Патріарх | Никанор          |                             | ?                          |
| 18 | Патріарх | Єрофей           | Єрофей Соколович            | 1589 - 1590                |
| 19 | Патріарх | Пилип            | Пилип Соколович             | 1591 - 1592                |
| 20 | Патріарх | Йован            | Йован Кантул                | 1592 - 1614                |
| 21 | Патріарх | Паїсій І         | Паїсій Янєвац               | 1614 - 1648                |
| 22 | Патріарх | Святий Гаврило І | Гаврило Райич               | 1648 - 1655                |
| 23 | Патріарх | Максим           | Максим Скопльянац           | 1655 - 1674                |
| 24 | Патріарх | Арсеній ІІІ      | Арсеній Черноєвич           | 1674 - 1690                |
| 25 | Патріарх | Каленик І        | Каленик Скопльянац          | 1691 - 1710                |
| 26 | Патріарх | Афанасій І       |                             | 1711 - 1712                |
| 27 | Патріарх | Мойсей І         | Мойсей Райович              | 1712 - 1726                |
| 28 | Патріарх | Арсеній IV       | Арсеній Іованович Шакабента | 1726 - 1737                |
| 29 | Патріарх | Іоанникій ІІІ    | Іоанникій Караджа-Грк       | 1739 - 1746                |
| 30 | Патріарх | Афанасій ІІ      | Афанасій Гаврилович         | 1747 - 1752                |
| 31 | Патріарх | Гаврило ІІ       | Гаврило Сараєвац            | 1752                       |
| 32 | Патріарх | Гаврило ІІІ      | Гаврило Николин             | 1752                       |
| 33 | Патріарх | Вікентій         | Вікентій Стефанович         | 1752                       |
| 34 | Патріарх | Паїсій ІІ        | Паїсій Грк                  | 1758                       |
| 35 | Патріарх | Гаврило IV       | Гаврило Грк                 | 1758                       |
| 36 | Патріарх | Кирило ІІ        | Кирило Грк                  | 1759 - 1763                |
| 37 | Патріарх | Василь           | Василь Йованович-Бркич      | 1763 - 1765                |
| 38 | Патріарх | Каленик ІІ       | Каленик Грк                 | 1765 - 1766                |

В 1766 році Патріархат був повторно ліквідований.

## Белградські митрополити (1766-1920)
| Титул      | Ім'я        | Ім'я при народженні      | Роки перебування на посаді |
| Митрополит | Єремія      | Єремія Папазоглу         | 1766 - 1784                |
| Митрополит | Діонісій І  | Діонісій Папазоглу       | 1785 - 1791                |
| Митрополит | Мефодій     |                          | 1791 - 1801                |
| Митрополит | Леонтій     | Леонтій Ламбрович        | 1801 - 1810                |
| Митрополит | Мелетій І   | Хажди Мелетій Стефанович | 1810 - 1813                |
| Митрополит | Діонісій ІІ | Діонісій Нислия          | 1813 - 1815                |
| Митрополит | Мелетій ІІ  | Мелетій Павлович         | 1815 - 1816, 1831 - 1833   |
| Митрополит | Агафангел   |                          | 1816 - 1826                |
| Митрополит | Кирило ІІІ  |                          | 1826 - 1827                |
| Митрополит | Анфім       |                          | 1827 - 1831                |
| Митрополит | Петро       | Петро Йованович          | 1833 - 1859                |
| Митрополит | Михайло     | Милош Йованович          | 1859 - 1881, 1889 - 1898   |
| Митрополит | Мойсей ІІ   | Мойсей Вересич           | 1881 - 1883                |
| Митрополит | Феодосій    | Феодосій Мраович         | 1883 - 1889                |
| Митрополит | Іннокентій  | Яків Павлович            | 1889 - 1905                |
| Митрополит | Димитрій    | Димитрій Павлович        | 1905 - 1920                |

## Сербські патріархи (в Белграді) (1920)
| №  | Титул    | Ім'я        | Ім'я при народженні | Роки перебування на посаді |
| 39 | Патріарх | Димитрій    | Димитрій Павлович   | 1920 — 1930                |
| 40 | Патріарх | Варнава     |                     | 1930 — 1937                |
| 41 | Патріарх | Гаврило V   | Федір Дожич         | 1938 — 1950                |
| 42 | Патріарх | Вікентій ІІ | Витомир Проданов    | 1950 — 1958                |
| 43 | Патріарх | Герман      | Хранислав Борич     | 1958 — 1990                |
| 44 | Патріарх | Павло       | Гойко Стойчевич     | 1990 — 2009                |
| 45 | Патріарх | Іриней      | Мирослав Гаврилович | 2010 — 2020                |
| 46 | Патріарх | Порфирій    | Првослав Періч      | з 18 лютого 2021 —         |